# Bulinus mutandensis
Bulinus mutandensis es una especie de molusco gasterópodo de la familia Planorbidae en el orden de los Basommatophora.

## Distribución geográfica
Es  endémica de Uganda.

## Hábitat
Su hábitat natural son: lagos de agua dulce. 